# UCIプロツアー2007
UCIプロツアー2007は、2007年3月11日のパリ〜ニースで開幕し、10月20日のジロ・ディ・ロンバルディアで閉幕した、国際自転車競技連合（UCI）が最上位ランクと位置づけるロードレースの2007年シリーズ戦。

## 概要
オーストラリアのカデル・エヴァンスが本年の同制度対象レースにおける優勝がないにもかかわらず、ツール・ド・フランス総合2位、ブエルタ・ア・エスパーニャ総合4位等の実績が光り、見事個人総合優勝を果たした。
ジロ・デ・イタリアの総合優勝以後、総合トップの座を維持してきたダニーロ・ディルーカは10月15日、イタリアオリンピック委員会（CONI）より、「オイル・フォー・ドラッグ」と言われるドーピング事件に関与している疑いがあるとして3ヶ月の出場停止処分を言い渡された。これを受け、UCIは、ディルーカが獲得してきたポイントを剥奪。その結果ディルーカの順位は抹消された。また、別府史之が日本人選手として初めて同制度のポイント獲得者となり、205位となった。
チーム総合成績はチームCSCが見事3連覇を達成。国別成績はスペインが2連覇を果たした。

## 各レースの優勝者
※背景が色つきのものはグランツール。
※レースごとの詳細順位・ポイントランキングはUCIプロツアー公式サイト（英語）を参照のこと。
| 日程           | レース名                                   | 勝者                         | 所属チーム                               | 総合ポイント第1位選手    |
| -------------- | ------------------------------------------ | ---------------------------- | ---------------------------------------- | ------------------------ |
| 3月11日-18日   | パリ〜ニース                               | アルベルト・コンタドール     | ディスカバリーチャンネル                 | アルベルト・コンタドール |
| 3月14日-20日   | ティレーノ〜アドリアティコ                 | アンドレアス・クレーデン     | アスタナ                                 | アルベルト・コンタドール |
| 3月24日        | ミラノ〜サンレモ                           | オスカル・フレイレ           | ラボバンク                               | アルベルト・コンタドール |
| 4月8日         | ロンド・ファン・フラーンデレン             | アレッサンドロ・バッラン     | ランプレ・フォンディタル                 | アルベルト・コンタドール |
| 4月9日-14日    | バスク一周                                 | フアン・ホセ・コーボ         | サウニエル・デュバル・プロディール       | オスカル・フレイレ       |
| 4月11日        | ヘント〜ウェヴェルヘム                     | マルクス・ブルクハルト       | T-モバイル                               | オスカル・フレイレ       |
| 4月15日        | パリ〜ルーベ                               | スチュアート・オグレディ     | チームCSC                                | スチュアート・オグレディ |
| 4月22日        | アムステルゴールドレース                   | シュテファン・シューマッハー | ゲロルシュタイナー                       | ダヴィデ・レベリン       |
| 4月25日        | フレーシュ・ワロンヌ                       | ダヴィデ・レベリン           | ゲロルシュタイナー                       | ダヴィデ・レベリン       |
| 4月29日        | リエージュ〜バストーニュ〜リエージュ       | ダニーロ・ディルーカ         | リクィガス                               | ダヴィデ・レベリン       |
| 5月1日-6日     | ツール・ド・ロマンディ                     | トーマス・デッケル           | ラボバンク                               | ダヴィデ・レベリン       |
| 5月12日-6月3日 | ジロ・デ・イタリア                         | ダニーロ・ディルーカ         | リクィガス                               | ダニーロ・ディルーカ     |
| 5月21日-27日   | カタルーニャ一周                           | ウラディミール・カルペツ     | ケス・デパーニュ                         | ダヴィデ・レベリン       |
| 6月10日-17日   | ドーフィネ・リベレ                         | クリストフ・モロー           | アージェードゥーゼル・プレヴォワイヤンス | ダニーロ・ディルーカ     |
| 6月16日-24日   | ツール・ド・スイス                         | ウラディミール・カルペツ     | ケス・デパーニュ                         | ダニーロ・ディルーカ     |
| 6月24日        | チームタイムトライアル・アイントホーフェン | （チーム対抗戦）             | チームCSC                                | ダニーロ・ディルーカ     |
| 7月7日-29日    | ツール・ド・フランス                       | アルベルト・コンタドール     | ディスカバリーチャンネル                 | ダニーロ・ディルーカ     |
| 8月4日         | クラシカ・サンセバスティアン               | レオナルド・ベルタニョッリ   | リクィガス                               | ダニーロ・ディルーカ     |
| 8月10日-18日   | ドイツ・ツアー                             | イェンス・フォイクト         | チームCSC                                | ダニーロ・ディルーカ     |
| 8月19日        | ヴァッテンフォール・サイクラシックス       | アレサンドロ・バラン         | ランプレ・フォンディタル                 | ダニーロ・ディルーカ     |
| 8月22日-29日   | エネコ・ツアー                             | イバン・グティエレス         | ケス・デパーニュ                         | ダニーロ・ディルーカ     |
| 9月2日         | GP西フランス・プルエー                     | トマ・ヴォクレール           | ブイグ・テレコム                         | ダニーロ・ディルーカ     |
| 9月1日-23日    | ブエルタ・ア・エスパーニャ                 | デニス・メンショフ           | ラボバンク                               | ダニーロ・ディルーカ     |
| 9月9日-15日    | ツール・ド・ポローニュ                     | ヨハン・ファンスユーメレン   | プレディクトール・ロト                   | ダニーロ・ディルーカ     |
| 10月14日       | パリ〜ツール                               | アレサンドロ・ペタッキ       | チーム・ミルラム                         | ダニーロ・ディルーカ     |
| 10月20日       | ジロ・ディ・ロンバルディア                 | ダミアーノ・クネゴ           | ランプレ・フォンディタル                 | カデル・エヴァンス       |

- チューリッヒ選手権は本年中止により対象レースから除外されることになった。

## 最終順位

### 個人総合
| 順位 | 選手名                   | 国籍           | チーム                               | ポイント |
| ---- | ------------------------ | -------------- | ------------------------------------ | -------- |
| 1    | カデル・エヴァンス       | オーストラリア | プレディクトール・ロト               | 247      |
| 2    | ダビデ・レベリン         | イタリア       | ゲロルシュタイナー                   | 197      |
| 3    | アルベルト・コンタドール | スペイン       | ディスカバリーチャンネル             | 191      |
| 4    | アレハンドロ・バルベルデ | スペイン       | ケス・デパーニュ                     | 190      |
| 5    | オスカル・フレイレ       | スペイン       | ラボバンク                           | 182      |
| 6    | デニス・メンショフ       | ロシア         | ラボバンク                           | 172      |
| 7    | ダミアーノ・クネゴ       | イタリア       | ランプレ・フォンディタル             | 165      |
| 8    | キム・キルヒェン         | ルクセンブルク | T-モバイル                           | 165      |
| 9    | サムエル・サンチェス     | スペイン       | エウスカルテル・エウスカディ         | 159      |
| 10   | ウラジミール・カルペツ   | ロシア         | ケス・デパーニュ                     | 145      |
| 11   | アレサンドロ・バラン     | イタリア       | ランプレ・フォンディタル             | 135      |
| 12   | カルロス・サストレ       | スペイン       | チームCSC                            | 127      |
| 13   | アレサンドロ・ペタッキ   | イタリア       | チーム・ミルラム                     | 120      |
| 14   | レヴィ・ライプハイマー   | アメリカ合衆国 | ディスカバリーチャンネル             | 118      |
| 15   | アンディ・シュレク       | ルクセンブルク | チームCSC                            | 111      |
| 16   | リカルド・リッコ         | イタリア       | サウニエール・デュバル・プロディール | 111      |
| 17   | フランク・シュレク       | ルクセンブルク | チームCSC                            | 101      |
| 18   | トーマス・デッケル       | オランダ       | ラボバンク                           | 95       |
| 19   | クリストフ・モロー       | フランス       | アジェドゥエール・プレヴォヤンス     | 88       |
| 20   | ロビー・マキュアン       | オーストラリア | プレディクトール・ロト               | 88       |
| 205  | 別府史之                 | 日本           | ディスカバリーチャンネル             | 2        |

### チーム
| 順位 | チーム名                                     | 国籍           | ポイント |
| ---- | -------------------------------------------- | -------------- | -------- |
| 1    | チームCSC                                    | デンマーク     | 392      |
| 2    | リクイガス                                   | イタリア       | 354      |
| 3    | ケス・デパーニュ                             | スペイン       | 337      |
| 4    | アジェドゥエール・プレヴォヤンス             | フランス       | 327      |
| 5    | クイックステップ・イネルゲティック           | ベルギー       | 310      |
| 6    | サウニエール・デュバル・プロディール         | スペイン       | 306      |
| 7    | ディスカバリーチャンネル・プロチーム         | アメリカ合衆国 | 300      |
| 8    | ラボバンク                                   | オランダ       | 300      |
| 9    | プレディクトール・ロト                       | ベルギー       | 293      |
| 10   | ランプレ・フォンディタル                     | イタリア       | 258      |
| 11   | エウスカルテル・エウスカディ                 | スペイン       | 227      |
| 12   | アスタナ                                     | スイス         | 218      |
| 13   | T-モバイル                                   | ドイツ         | 212      |
| 14   | ゲロルシュタイナー                           | ドイツ         | 207      |
| 15   | クレディ・アグリコール                       | フランス       | 182      |
| 16   | ブイゲ・テレコ                               | フランス       | 178      |
| 17   | コフィディス・ル・クレディ・パル・テレフォン | フランス       | 177      |
| 18   | チーム・ミルラム                             | イタリア       | 148      |
| 19   | フランセス・デ・ジュー                       | フランス       | 137      |
| 20   | ユニベット・ドット・コム                     | スウェーデン   | 127      |

### 国別
| 順位 | 国名           | ポイント |
| ---- | -------------- | -------- |
| 1    | スペイン       | 849      |
| 2    | イタリア       | 728      |
| 3    | オーストラリア | 520      |
| 4    | ロシア         | 437      |
| 5    | ルクセンブルク | 377      |
| 6    | ドイツ         | 337      |
| 7    | オランダ       | 293      |
| 8    | ベルギー       | 281      |
| 9    | アメリカ合衆国 | 215      |
| 10   | フランス       | 180      |
| 11   | イギリス       | 109      |
| 12   | スロベニア     | 83       |
| 13   | ノルウェー     | 81       |
| 14   | ウクライナ     | 67       |
| 15   | スウェーデン   | 61       |
| 16   | スイス         | 48       |
| 17   | デンマーク     | 35       |
| 18   | コロンビア     | 35       |
| 19   | チェコ         | 30       |
| 20   | リトアニア     | 29       |
| 21   | ベラルーシ     | 18       |
| 22   | カザフスタン   | 15       |
| 23   | ハンガリー     | 9        |
| 24   | ブラジル       | 9        |
| 25   | ポーランド     | 7        |
| 26   | ポルトガル     | 7        |
| 27   | 中国           | 7        |
| 28   | オーストリア   | 3        |
| 29   | アイルランド   | 3        |
| 30   | 日本           | 2        |